# Kinematografia holenderska
Kinematografia holenderska – ogół produkcji i dystrybucji filmowej na terenie Holandii.

## Kino holenderskie przed 1945

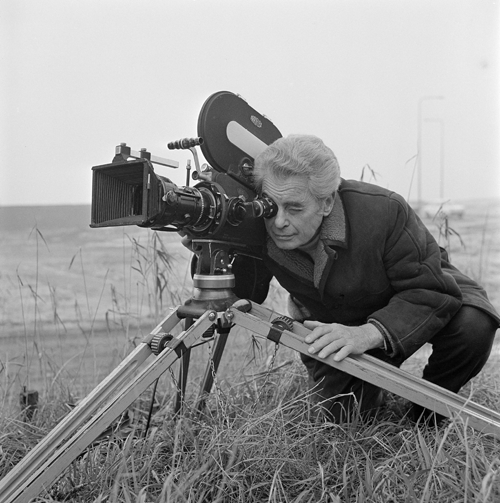
Joris Ivens, czołowy twórca holenderskiego kina dokumentalnego

Niezależna kinematografia holenderska zaczęła się kształtować dopiero podczas I wojny światowej, kiedy przedsiębiorstwa takie jak Hollandia-Film, korzystając z neutralności Holandii w trakcie konfliktu, mogły przeżyć wzmożony rozwój. Mimo to produkcja pozostawała skromna; w 1924 roku wyprodukowano na terenie Holandii tylko sześć filmów fabularnych. Jednym z nielicznych przejawów kina artystycznego była działalność dokumentalisty oraz twórcy awangardowego Jorisa Ivensa, który zaczynał swoją karierę od impresji miejskich Most (1928) i Deszcz (1929), a także zamówionego na zlecenie Philipsa pierwszego filmu dźwiękowego Philips Radio (1931). Na przełomie dźwiękowym kinematografia holenderska skorzystała szczególnie, gdyż o ile poprzednio pozostawała zależna od importu filmów z sąsiednich państw, po 1930 roku wzrosła rodzima produkcja filmów przeznaczonych na rynek lokalny. Za przykłady lokalnych osiągnięć sprzed II wojny światowej mogą posłużyć nieudana biografia Wilhelma Orańskiego, Willem van Oranje (1934), oraz znacznie bardziej popularna komedia muzyczna De Jantjes (1934) Gerarda Ruttena, która spowodowała gwałtowny wysyp filmów dźwiękowych w języku niderlandzkim; do 1936  wyprodukowano 27 filmów.
Inwazja nazistowskich Niemiec na Holandię w 1940 roku spowodowała, że rok później powstało ściśle podległe niemieckiej Ufie przedsiębiorstwo Nederland Film. Produkowało ono propagandowe filmy, wśród nich – antysemicki utwór animowany w kolorze Van den vos Reynaerde (1943) na podstawie powieści nazisty Roberta van Genechtena.

## Kino holenderskie po 1945

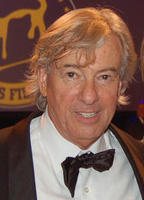
Paul Verhoeven

Po wyzwoleniu Holandii w 1945 roku założony został Niderlandzki Instytut Filmowy (Nederlands Filminstituut), którego działalność opierała się na finansowaniu kina niekomercyjnego. Kontynuatorem poetyki przyjętej przez Ivensa na gruncie filmu dokumentalnego był Bert Haanstra, który nakręcił między innymi Zwierciadło Holandii (1950) ukazujące holenderskie budynki odbite w wodzie; impresję poetycką Pantha Rei (1952); wreszcie nagrodzony Oscarem film Szkło (1958) o pięknie procesu wytwórczego w fabryce szkła. W latach 50. Haanstra realizował również filmy korporacyjne, wśród nich Rywalizujący świat (1955) o walce z plagą insektów.
Ożywienie holenderskiej kinematografii jako przemysłowi filmowemu przyniosła druga połowa lat 50. XX wieku, jednak jednym z jej pierwszych międzynarodowych sukcesów okazał się dopiero Żołnierz Orański (1977) Paula Verhoevena, nominowany do Złotego Globu w kategorii filmów obcojęzycznych. Wśród innych filmów zrealizowanych przez Verhoevena znalazł się melodramat erotyczny Tureckie owoce (1973) oraz skandalizujący film historyczny Ciało i krew (1985), który zapewnił mu możliwość wyjazdu do Stanów Zjednoczonych. Już w Stanach Verhoeven nakręcił m.in. dystopijne blockbustery RoboCop (1987) i Pamięć absolutną (1990), a dopiero po wielu latach ukazał się jego kolejny film nakręcony w Holandii, poświęcona kolaboracji okresu wojny Czarna księga (2006).